# Орден святого Пантелеймона
Громадська ініціатива «Орден святого Пантелеймона» — українська громадська ініціатива, що проводить акції на підтримку медичних працівників і щороку визначає кращих із них. Від імені ініціативи щороку вручається однойменна відзнака за професіоналізм та милосердя. Ініціатива і відзнака названі у пам'ять про святого Пантелеймона (? — 305) — цілителя і великомученика перших віків християнства, який за фахом був лікарем. Відзнаку в медичних колах також називають «медичним Оскаром».
Ініціатива діє з 2009 року, представлена в усіх регіонах України регіональними радами та за кордоном — закордонними радами. Головний центральний орган — Поважна рада, до якої входять відомі медики, підприємці, громадські, релігійні та культурні діячі, журналісти. 

## Поважна рада
Голова Поважної ради Громадської ініціативи «Орден святого Пантелеймона» — український лікар, громадсько-політичний діяч,  заслужений лікар України, доктор медичних наук, Міністр охорони здоров'я України у 2007—2010 роках Василь Князевич.
Станом на квітень 2024 до поважної ради ініціативи входять: Білозір Оксана Володимирівна, Блаженнійший Святослав (Шевчук), Гінзбург Валентина Григорівна, Гойда Ніна Григорівна, Голубовська Ольга Анатоліївна, Гриневич Лілія Михайлівна, Гриценко Павло Юхимович, Губерський Леонід Васильович, Єхануров Юрій Іванович, Жебровська Філя Іванівна, Згуровський Михайло Захарович, Казмірчук Анатолій Петрович, Калюжна Лідія Денисівна, Князевич Василь Михайлович, Коваль Михайло Володимирович, Кремень Василь Григорович, Лазоришинець Василь Васильович, Ляшко Віктор Кирилович, Олександр (Драбинко), Митрополит Філарет (Кучеров), Науменко Олександр Миколайович, Огризко Володимир Станіславович, Оніщук Микола Васильович, Остащенко Тетяна Миколаївна, Паночко Михайло Степанович, Пасько Сергій Олексійович, Пинзеник Віктор Михайлович, Проданчук Микола Георгійович, Святійший Патріарх Київський І Всієї Руси-України Філарет (Денисенко), Томенко Микола Володимирович, Усенко Олександр Юрійович, Харченко Олександр Олександрович, Цимбалюк Віталій Іванович.
Засідання Поважної ради є майданчиком для обговорення найбільш актуальних для українського суспільства проблем в галузі охорони здоров'я.

## Відзнака

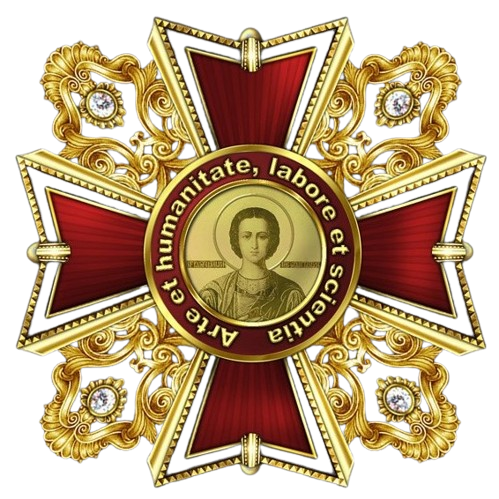
Вигляд ордена

### Історія
У 2009 році Міністерство охорони здоров'я України запровадило заохочувальну відзнаку — нагрудний знак «Хрест Пантелеймона Цілителя», яка вручалася особам, «… які сприяли розвитку галузі охорони здоров'я, зробили особисті вагомі внески в розвиток і зміцнення галузі, медичної науки, підготовку медичних кадрів, впровадження сучасних методів діагностики і лікування, за сумлінну працю, творчу
ініціативу, професійну майстерність, активну санітарно-освітню та профілактичну роботу, благодійницьку діяльність у сфері охорони здоров'я, інші здобутки на ниві охорони здоров'я населення». Відзнака була погоджена та благословенна Предстоятелями трьох найбільших християнських Церков України.
«Хрестом Пантелеймона Цілителя» нагороджено понад двадцять видатних вчених, лікарів, громадських та благодійних діячів, представників духовенства, серед яких такі визначні особистості, як М. М. Амосов (посмертно), О. О. Шалімов (посмертно), О. М. Лук'янова, Ю. І. Кундієв, Л. А. Пиріг, В. Ю. Мартинюк, Святійший Патріарх Київський і всієї Руси-України Філарет (Денисенко), Блаженніший Митрополит Київський і всієї України Володимир, Глава Української Греко-Католицької Церкви Блаженніший Любомир (Гузар) та інші.
У січні 2017 року наказ МОЗ України про встановлення цієї відомчої відзнаки втратив чинність, однак того ж року започатковано громадську Відзнаку за професіоналізм та милосердя «Орден Святого Пантелеймона». Відзнака вручається у третю неділю липня, в День медичного працівника. Саме на цю дату припадає за юліанським календарем і День Святого Пантелеймона, який за давньою українською традицією є покровителем лікарів.

### Номінації
Орден присуджується за значні результати в галузі охорони здоров'я, у духовному й фізичному розвитку українського суспільства. Вручається «особам, яким притаманні високий професіоналізм, духовно-моральні якості, та які досягли значних особистих результатів у галузі охорони здоров'я, благодійній та громадській діяльності».
В лютому 2024 Поважна рада ухвалила рішення проводити конкурс та нагороджувати Орденом Святого Пантелеймона у трьох номінаціях:
- для цивільних медиків,
- для військових медиків,
- для іноземних громадян та компаній за допомогу українському народу під час російської агресії.

### Церемонія нагородження

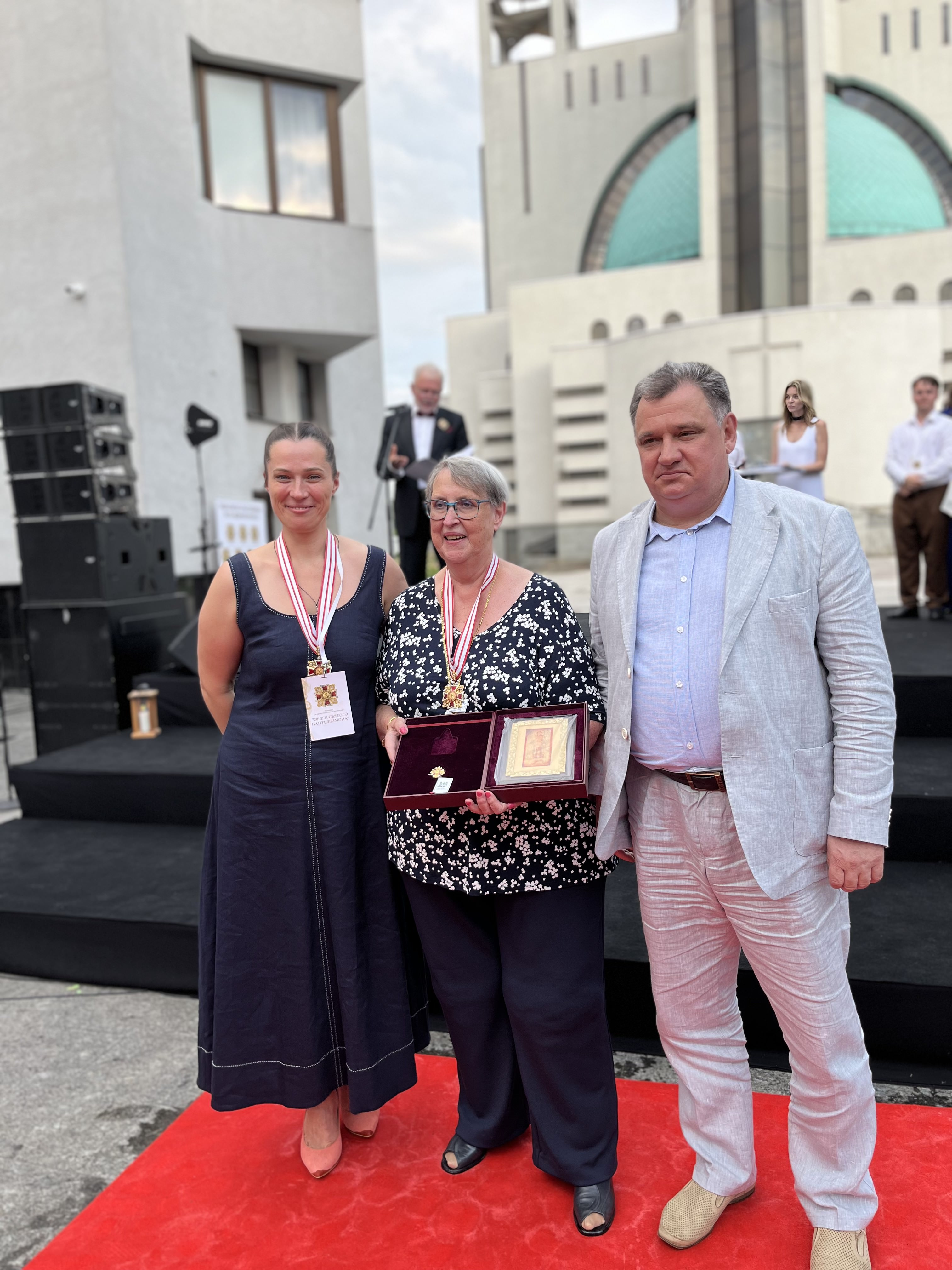
Ірина Рибінкіна, Бея Кльойтерс та Олександр Науменко на церемонії у 2024 році.

Церемонія нагородження до 2023 включно щорічно проходила 9 серпня.
Нагородження 9 серпня 2023 року відбулося в Національному заповіднику «Софія Київська». Перед церемонією в Софії Київській відбувся молебень, який очолив глава Православної Церкви України, Блаженнійший Митрополит Київський і всієї України Епіфаній. Найкращих медиків у цьому році обирали у номінаціях:
- «За самовіддане служіння українському народу, мужність і стійкість у боротьбі за здоров'я українців, за свободу та незалежність України у війні з російським агресором» (для цивільних медиків);
- «За самовіддане служіння українському народу, мужність і стійкість у боротьбі за здоров'я українців, за свободу та незалежність України у війні з російським агресором» (для військових медиків).

Тоді ж вирішено наступні нагородження проводити 27 липня у День Пантелеймона.